# Phrosinella zarudnoji
Phrosinella zarudnoji är en tvåvingeart som beskrevs av Boris Borisovitsch Rohdendorf 1971. Phrosinella zarudnoji ingår i släktet Phrosinella och familjen köttflugor.
Artens utbredningsområde är Iran. Inga underarter finns listade i Catalogue of Life.